# طواف يوركشاير 2015
طواف يوركشاير 2015 هو سباق دراجات هوائية أقيم بتاريخ 1–3 مايو، تكون السباق من 3 مراحل وامتدّ لمسافة 515 كم، استغرق السباق 12 ساعة 47 دقيقة 56 ثانية.

## وصلات خارجية
- طواف يوركشاير 2015 على موقع إحصائيات الدراجات الإحترافية (الإنجليزية)